# National Order of Merit

Bandschnalle

Der National Order of Merit (maltesisch Ordni Nazzjonali tal-Meritu) ist ein maltesischer Verdienstorden, der 1990 mit dem Ġieħ ir-Repubblika Act gestiftet wurde. Die Anzahl der Mitglieder des Ordens ist begrenzt. Das Motto des Ordens lautet „Virtute et Constantia“. Souverän des Ordens ist der Präsident der Republik Malta, Kanzler des Ordens der Kabinettsstaatssekretär (Secretary to the Cabinet).

## Ordensgliederung
Die Mitglieder des Ordens sind in vier Stufen gegliedert (Mitglieder, Offiziere, Kumpanen und Ehrenkumpanen):
1. Companion of Honour (Kumpann tal-Unur tal-Ordni tal-Meritu, K.U.O.M.)
2. Companion (Kumpann tal-Ordni tal-Meritu, K.O.M.)
3. Officer  (Uffiċjal tal-Ordni tal-Meritu, U.O.M.)
4. Member  (Membru tal-Ordni tal-Meritu, M.O.M.)

Ordentliche Mitglieder können nur Bürger der Republik Malta sein. Neben den ehemaligen und amtierenden Präsidenten der Republik und den ehemaligen und amtierenden Premierministern, die von Amts wegen Mitglied des Ordens in der Klasse der Companion of Honour sind, ist die Anzahl der Mitglieder dieser Klasse auf insgesamt drei beschränkt. Die Anzahl der Companion ist auf zwölf, die der Officer  auf zwanzig und die der Member  auf insgesamt einhundert limitiert.
Ausländische Staatsbürger, die sich um die Förderung und Pflege der internationalen Beziehungen verdient gemacht oder anderweitig den Respekt und die Dankbarkeit der maltesischen Bevölkerung erworben haben, können zu Ehrenmitgliedern ernannt werden. So sind beispielsweise Erwin Teufel und Klaus Wowereit Honorarmitglieder (Membri Onorarji) und Richard von Weizsäcker, Christina Rau, Gerhard Schröder und Wolfgang Thierse Honorar-Ehrenkumpanen (Kumpannji Onorarji tal-Unur) des Ordens.
Mitglieder des Ordens sind berechtigt, das Kürzel ihrer Ordensstufe als Namenszusatz hinter ihrem Namen zu führen.

## Verleihung
Der Orden wird vom Präsidenten der Republik auf schriftlichen Vorschlag des Premierministers verliehen. Praktisch können jedoch alle Bürger der Republik und gesellschaftliche Organisationen oder einen Vorschlag zur Ordensverleihung einreichen. Die Vorschläge werden von einem Komitee, dessen Mitglieder der Premierminister ernennt, begutachtet und diesem vorgelegt.
Die Insignien des Ordens werden vom Präsidenten der Republik in einer feierlichen Investitur verliehen. Die Namen der neu ernannten Mitglieder und Ehrenmitglieder werden im Amtsblatt der Regierung, der Government Gazette, veröffentlicht.

## Mitglieder des Ordens

### Companions of Honour
- 6. April 1990 Vincent Tabone, K.U.O.M. (verstorben)
- 6. April 1990 Eddie Fenech Adami, K.U.O.M.
- 6. April 1990 Anthony Mamo, K.U.O.M. (verstorben)
- 6. April 1990 Agatha Barbara, K.U.O.M. (verstorben)
- 6. April 1990 Dom Mintoff, K.U.O.M. (verstorben)
- 6. April 1990 Karmenu Mifsud Bonnici, K.U.O.M. (verstorben)
- 4. April 1994 Ugo Mifsud Bonniċi, K.U.O.M.
- 28. Oktober 1996 Alfred Sant, K.U.O.M.
- 4. April 1999 Guido de Marco, K.U.O.M. (verstorben)
- 23. März 2004 Lawrence Gonzi, K.U.O.M.
- 4. April 2009 George Abela, K.U.O.M.
- 11. März 2013 Joseph Muscat, K.U.O.M.
- 13. Dezember 2013 Paul Xuereb, K.U.O.M. (posthum)
- 4. April 2014 Marie-Louise Coleiro Preca, K.U.O.M

### Companions
- 13. Dezember 1992 Arvid Pardo, K.O.M. (verstorben)
- 13. Dezember 1993 Emanuel Bonnici, K.O.M. (verstorben)
- 13. Dezember 1993 Joseph Cassar, K.O.M. (verstorben)
- 13. Dezember 1994 John J. Cremona, K.O.M.
- 13. Dezember 1994 Guido de Marco, K.O.M. (verstorben)
- 13. Dezember 1995 George Bonello Dupuis, K.O.M. (verstorben)
- 13. Dezember 1995 Peter Serracino Inglott, K.O.M.
- 13. Dezember 1996 Kalcidon Agius, K.O.M. (verstorben)
- 13. Dezember 1996 Joseph Spiteri, K.O.M. (verstorben)
- 13. Dezember 1997 Wistin Abela, K.O.M. (verstorben)
- 13. Dezember 1997 Jimmy Farrugia, K.O.M. (verstorben)
- 13. Dezember 1998 Giuseppe Mifsud Bonnici, K.O.M. (verstorben)
- 13. Dezember 1999 George J. Hyzler, K.O.M. (verstorben)
- 13. Dezember 1999 Maximilian Mizzi, K.O.M. (verstorben)
- 13. Dezember 2001 John Rizzo Naudi, K.O.M.
- 13. Dezember 2006 Giovanni Bonello, K.O.M.
- 13. Dezember 2006 Richard Cachia Caruana, K.O.M.
- 13. Dezember 2007 Michael Refalo, K.O.M.
- 13. Dezember 2008 Lino Spiteri, K.O.M.
- 13. Dezember 2008 Anton Tabone, K.O.M.
- 13. Dezember 2010 Joseph Bonnici, K.O.M.
- 13. Dezember 2011 Prosper Grech, K.O.M. (verstorben)
- 13. Dezember 2013 Michael Frendo, K.O.M.
- 13. Dezember 2013 Edwin S. Grech, K.O.M.
- 13. Dezember 2023 Helena Dalli, K.O.M.[5]

### Officers
- 13. Dezember 1992 Joseph Abela, U.O.M. (verstorben)
- 13. Dezember 1992 Alexander Cachia Zammit, U.O.M.
- 13. Dezember 1992 Carmelo Pace, U.O.M. (verstorben)
- 13. Dezember 1993 Maurice Caruana Curran, U.O.M.
- 13. Dezember 1993 Richard England, U.O.M.
- 13. Dezember 1994 Charles Camilleri, U.O.M. (verstorben)
- 13. Dezember 1994 Edward Debono, U.O.M.
- 13. Dezember 1994 Charles G Vella, U.O.M.
- 13. Dezember 1995 Evelyn Bonaci, U.O.M. (verstorben)
- 13. Dezember 1996 Salvino Busuttil, U.O.M.
- 13. Dezember 1996 Victor Griffiths, U.O.M.
- 13. Dezember 1996 Edgar Mizzi, U.O.M. (verstorben)
- 13. Dezember 1997 Mario Felice, U.O.M.
- 13. Dezember 1997 Alfred Micallef, U.O.M.
- 13. Dezember 1997 Edmond W. Micallef, U.O.M. (verstorben)
- 13. Dezember 1998 George Hyzler, U.O.M.
- 13. Dezember 1998 Daniel Piscopo, U.O.M. (verstorben)
- 13. Dezember 1999 Stanley Zammit, U.O.M.
- 13. Dezember 1999 Joseph M. Baldacchino, U.O.M. (verstorben)
- 13. Dezember 1999 Wallace Gulia, U.O.M. (verstorben)
- 13. Dezember 1999 Philip Saliba, U.O.M. (verstorben)
- 13. Dezember 2000 Victor Ragonesi, U.O.M.
- 13. Dezember 2001 Daniel Micallef, U.O.M.
- 13. Dezember 2002 Anthony E. Borg Barthet, U.O.M.
- 13. Dezember 2002 Charles E. Puglisevich, U.O.M. (verstorben)
- 13. Dezember 2002 Larry Zahra, U.O.M.
- 13. Dezember 2004 Joe Borg, U.O.M.
- 13. Dezember 2006 Ena Cremona, U.O.M.
- 13. Dezember 2007 David Joseph Attard, U.O.M.
- 13. Dezember 2010 Henry Frendo, U.O.M.
- 13. Dezember 2011 Alfred Bonnici, U.O.M.
- 13. Dezember 2012 Sylvester Carmel Magro, U.O.M.
- 13. Dezember 2013 Victor Grech, U.O.M.

### Members (Auswahl)
- 13. Dezember 1993 Miriam Gauci, M.O.M.
- 13. Dezember 2002 Joseph Borg, M.O.M.
- 13. Dezember 2003 Simon Busuttil, M.O.M.

## Ehrenmitglieder (Auswahl)

### Honorary Companions of Honour – mit Collane
- Árpád Göncz, K.U.O.M. 9. Februar 1995
- Andrew Bertie, K.U.O.M. 14. Juni 1995
- Oscar Luigi Scalfaro, K.U.O.M. 16. November 1995
- Elisabeth II., K.U.O.M. 23. Oktober 2000
- Petar Stojanow, K.U.O.M. 12. März 2001
- Lennart Meri, K.U.O.M. 26. April 2001
- Johannes Rau, K.U.O.M. 2. November 2001
- Rexhep Meidani, K.U.O.M. 18. Februar 2002
- Konstantinos Stefanopoulos, K.U.O.M. 5. September 2002
- Glafkos Klerides, K.U.O.M. 5. September 2002
- Milan Kučan, K.U.O.M. 7. Oktober 2002
- Aleksander Kwaśniewski, K.U.O.M. 25. Oktober 2002
- Arnold Rüütel, K.U.O.M. 1. Oktober 2003
- Carlo Azeglio Ciampi, K.U.O.M. 20. Januar 2004
- Muammar al-Gaddafi, K.U.O.M. 8. Februar 2004 (Verleihung widerrufen)
- Vaira Vīķe-Freiberga, K.U.O.M. 16. Februar 2004
- Jaber Al-Ahmad Al-Jaber Al-Sabah, K.U.O.M. 14. März 2004
- Ion Iliescu, K.U.O.M. 3. Oktober 2004
- Tassos Papadopoulos, K.U.O.M. 17. Februar 2005
- Zine el-Abidine Ben Ali, K.U.O.M. 2. Juni 2005 (Verleihung widerrufen)
- László Sólyom, K.U.O.M. 31. Mai 2007
- Horst Köhler, K.U.O.M. 16. November 2007
- Wiktor Juschtschenko, K.U.O.M. 9. Juli 2008
- Aníbal Cavaco Silva, K.U.O.M. 12. November 2008
- Lech Kaczyński, K.U.O.M. 26. Januar 2009
- Hamad bin Chalifa Al Thani, K.U.O.M. 26. August 2009
- Georgi Parwanow, K.U.O.M. 20. Oktober 2009
- Juan Carlos I., K.U.O.M. 25. November 2009
- Giorgio Napolitano, K.U.O.M. 30. Juni 2010
- Traian Băsescu, K.U.O.M. 7. Oktober 2010
- Ivan Gašparovič, K.U.O.M. 6. September 2011
- Heinz Fischer, K.U.O.M. 24. April 2012
- Toomas Hendrik Ilves, K.U.O.M. 31. Mai 2012
- Karolos Papoulias, K.U.O.M. 13. Februar 2014

### Honorary Companions of Honour
- Richard von Weizsäcker, K.U.O.M. 22. Oktober 1990
- Georges Vassiliou, K.U.O.M. 28. Juni 1991
- Francesco Cossiga, K.U.O.M. 18. September 1991
- Elisabeth II., K.U.O.M. 28. Mai 1992
- Felice Catalano di Melilli (2014–2003), K.U.O.M. 8. Oktober 1992, italienischer Diplomat und Großkanzler des Souveränen Malteserordens
- Oscar Luigi Scalfaro, K.U.O.M. 11. Oktober 1993
- Egon Klepsch, K.U.O.M. 25. März 1994
- Mário Soares, K.U.O.M. 9. Oktober 1994
- Angelo Sodano, K.U.O.M. 4. Februar 1995
- Carlo Marullo di Condojanni, K.U.O.M. 13. Januar 2000
- Toomas Savi, K.U.O.M. 30. April 2001
- Mart Laar, K.U.O.M. 30. April 2001
- Christina Rau, K.U.O.M. 5. November 2001
- Gerhard Schröder, K.U.O.M. 5. November 2001
- Wolfgang Thierse, K.U.O.M. 5. November 2001
- Jolanta Kwaśniewska, K.U.O.M. 25. Oktober 2002
- Leszek Miller, K.U.O.M. 25. Oktober 2002
- Longin Pastusiak, K.U.O.M. 25. Oktober 2002
- Marek Borowski, K.U.O.M. 25. Oktober 2002
- Konstantinos Simitis, K.U.O.M. 14. November 2002
- Apostolos Kaklamanis, K.U.O.M. 14. November 2002
- Marcello Pera, K.U.O.M. 20. Januar 2004
- Pierferdinando Casini, K.U.O.M. 20. Januar 2004
- Silvio Berlusconi, K.U.O.M. 20. Januar 2004
- Stjepan Mesic K.U.O.M. 26. Oktober 2006
- Alberto Aza Arias, K.U.O.M. 25. November 2009
- Miguel Ángel Moratinos Cuyaubé, K.U.O.M. 25. November 2009

### Honorary Companions with Breast Star (Auswahl)
- Ludwig Hoffmann von Rumerstein, K.O.M. 13. Januar 2000
- Albrecht Freiherr von Boeselager, K.O.M. 13. Januar 2000
- Gian Luca Chiavari, K.O.M. 13. Januar 2000
- Aino Lepik von Wirén, K.O.M. 30. April 2001
- Walter Karschies, K.O.M. 5. November 2001, Verwaltungschef des deutschen Bundespräsidialamtes
- Wolfgang Schultheiss, K.O.M. 5. November 2001
- Michael Steiner, K.O.M. 5. November 2001
- Klaus Scharioth, K.O.M. 5. November 2001
- Busso von Alvensleben, K.O.M. 5. November 2001
- Heiko Loot, K.O.M. 1. Oktober 2003, estnischer Jurist und Regierungsbeamter
- Giovanni Castellaneta, K.O.M. 20. Januar 2004
- Roberto Formigoni, K.O.M. 20. Januar 2004
- Gabriele Albertini, K.O.M. 20. Januar 2004
- Salvatore Cuffaro, K.O.M. 20. Januar 2004
- Imants Freibergs, K.O.M. 19. Juni 2006, lettische Präsidentengattin
- Artis Pabriks, K.O.M. 19. Juni 2006
- Norbert Darabos, K.O.M. 24. April 2012
- René Pollitzer, K.O.M. 24. April 2012, österreichischer Diplomat
- Johannes Kyrle, K.O.M 24. April 2012
- Petra Schneebauer, K.O.M. 24. April 2012, österreichische Diplomatin
- Ene Ergma, K.O.M. 31. Mai 2012
- Urmas Paet, K.O.M. 31. Mai 2012
- Valentina Ivanovna Matvienko, K.O.M. 13. Dezember 2013

### Honorary Companions (Auswahl)
- Alberto Bernardes Costa, K.O.M. 10. Oktober 1994
- Indrek Tarand, K.O.M. 30. April 2001
- Uno Lõhmus, K.O.M. 30. April 2001
- Dimitris Avramopoulos, K.O.M. 14. November 2002
- Raul Mälk, K.O.M. 1. Oktober 2003
- Jānis Lūsis, K.O.M. 16. Februar 2004
- Monika Lamperth, K.O.M. 31. Mai 2007, ungarische Politikerin
- Wolf Kischlat, K.O.M. 16. November 2007, deutscher Diplomat
- Hans Raidel, K.O.M. 16. November 2007
- Eva Luise Köhler, K.O.M. 16. November 2007
- Karl-Andreas Freiherr von Stenglin, K.O.M. 16. November 2007
- Ernst-Reinhard Beck, K.O.M. 16. November 2007
- Rolando Mosca Moschini, K.O.M. 30. Juni 2010
- Richard Schenz, K.O.M. 24. April 2012
- Helmut Freudenschuss, K.O.M. 24. April 2012
- Marko Mihkelson, K.O.M. 31. Mai 2012

### Honorary Officers (Auswahl)
- Joachim Hietzig, U.O.M. 21. September 1996
- Otto Techau, U.O.M. 21. September 1996, Wahlkonsul von Malta in Bremen
- Andrus Ansip, U.O.M. 30. April 2001
- Werner Wnendt, U.O.M. 5. November 2001
- Gudrun Maria Sräga, U.O.M. 5. November 2001, deutsche Diplomatin
- Ursula Freifrau von Langermann, U.O.M. 5. November 2001, deutsche Diplomatin
- Viktor Dulger, U.O.M. 13. Dezember 2001
- Quentin Hughes, U.O.M. 13. Dezember 2002
- Branko Lustig, U.O.M. 13. Dezember 2002
- Herbert Michael Gilles, U.O.M. 13. Dezember 2003, maltesisch-britischer Arzt und Tropenmediziner
- Māris Riekstiņš, U.O.M. 16. Februar 2004
- Gundars Bojārs, U.O.M. 16. Februar 2004
- David H. Trump, U.O.M. 13. Dezember 2004
- Ronald Gallimore, U.O.M. 13. Dezember 2005, US-amerikanischer Psychiater
- Michaela Küchler, U.O.M. 16. November 2007, deutsche Diplomatin
- Klaus-Michael Nelte, U.O.M. 16. November 2007
- Margus Laidre, U.O.M. 31. Mai 2012

### Honorary Members (Auswahl)
- Jean Bechara, M.O.M. 31. März 1998, deutscher Investmentbanker
- Alfred Klima, M.O.M. 31. März 1998, österreichischer Swarovski-Mitarbeiter und Militariasammler
- Paul Rudolf Kraemer, M.O.M. 31. März 1998
- Hannetraud Schultheiß, M.O.M. 31. März 1998, Mainzer Steuerberaterin
- Helga Reimann, M.O.M. 13. Dezember 1999
- Heike Nagora, M.O.M. 5. November 2001, Berliner Polizeibeamtin
- Karlis Eihenbaums, M.O.M. 16. Februar 2004, lettischer Diplomat
- Thomas Stöecker, M.O.M. 21. September 2011, maltesischer Honorarkonsul in Deutschland
- Sigrid Herodes, M.O.M. 31. Mai 2012, estnische Politikerin
- Margrith Lütschg-Emmenegger, M.O.M. 13. Dezember 2013, belgische Fondsmanagerin